# Grècia al Festival de la Cançó d'Eurovisió
Grècia ha participat en el Festival de la Cançó d'Eurovisió des de 1974, amb l'excepció de 1975, 1982, 1984, 1986, 1999 i 2000. En 2005, Grècia va guanyar després de 31 anys, amb Helena Paparizou i la cançó «My number one». Abans d'això, el resultat més alt va ser el 3r que Antique (amb Helena Paparizou) va obtenir en 2001 amb la cançó «Die for you (I would)» i de nou en 2004 amb Sakis Ruvàs i la cançó «Shake It». El seu pitjor resultat va ser un 20è lloc en 1998 amb Thalassa i «Mia Krifi Evaisthisia», en aquesta ocasió només va rebre 12 punts de Xipre. La radiodifusora grega, Ellinikí Radiofonía Tileórasi (ERT), emet l'event cada any i organitza el procés per a la selecció de la representació del país hel·lè.

## Història
Grècia ha tingut bastant d'èxit al Festival d'Eurovisió després de la introducció de la ronda semifinal en 2004. Han aconseguit els primers deu llocs cada any des de llavors (tercer en 2004, primer en 2005, novè en 2006, setè en 2007, tercer en 2008, setè en 2009, vuitè en 2010 i setè en 2011).
El Festival de la Cançó d'Eurovisió 2006 va tenir lloc a Atenes, gràcies a la victòria d'Elena Paparizou. Els amfitrions van ser Sakis Ruvàs i María Menounos. La cantant que va representar a Grècia va ser Anna Vissi, qui va quedar novena, que curiosament és la posició més baixa que ha obtingut Grècia al Festival des de la implantació de la semifinal.
En 2008, Grècia va triar Kalomira i el tema «Secret Combination» per participar a Belgrad. A causa de l'eliminació del sistema pel qual passaven els 10 millors del festival anterior, Kalomira va haver de passar des d'una semifinal que va acabar guanyant. En la final, va ser tercera, per sota de Rússia i Ucraïna.
Pocs mesos després de la finalització d'Eurovisió 2008, Grècia va anunciar que el representant del país hel·lè al festival de 2009 seria Sakis Ruvàs, qui ja els havia representat en 2004. Finalment, va obtenir el setè lloc, no sense abans acabar quart en la semifinal.
En 2010, va ser Giorgos Alkaios qui va representar Grècia a Oslo amb el tema «OPA!», qui va acabar segon en la semifinal i vuitè en la final al Telenor Arena.
En Festival d'Eurovisió 2011, Grècia va estar representada per Loukas Giorkas acompanyat de Stereo Mike amb la cançó «Watch my dance». Grècia va aconseguir guanyar la primera semifinal, amb 133 punts. En la final va seguir la ratxa dels grecs quedant en setena posició amb 120 punts.
En l'edició de 2012, celebrada a Bakú, per primera vegada Grècia va sortir del TOP-10 i es posicionà en el lloc número 17 amb 64 punts, fet que no havia ocorregut en els últims 8 anys, el qual trencava la bona ratxa que tenia Grècia en una final d'Eurovisió. El tema grec d'aquell any va ser «Aphrodisiac», d'Eleftheria Eleftheriou.
En 2013, per primera vegada un canal privat grec (MAD TV) va organitzar una final nacional. D'aquesta van ser triats Koza Mostra i Agathonas Iakovidis amb la cançó «Alcohol is Free». En la semifinal va quedar 2n amb 121 punts i en la final, 6è amb 152 punts.
En 2014, es va repetir la gala organitzada per MAD TV, igual que al 2013. Freaky Fortune i Riskykidd es van alçar com a guanyadors amb la cançó «Rise up». En la semifinal van quedar en 7a posició amb 74 punts i en la final, en 20è lloc amb 35 punts. L'esdeveniment va ser celebrat a Copenhaguen (Dinamarca).
En 2015, la cantant Maria Elena Kyriakou guanyaria la preselecció nacional amb «One Last Breath» i seria enviada a Viena, on quedaria 6a en la semifinal i 19a en la final amb 23 punts.
En 2016, Grècia es va quedar fora de la final per primera vegada després que el grup Argo amb «Utopian Land» acabés en el lloc 16è del seu semifinal. No obstant això, el país va aconseguir passar a la final un any després amb Demy i «This is Love», que va aconseguir la 10a posició en la semifinal amb 115 punts i el 19è lloc amb 77 punts en la final. En 2018, a pesar de l'assoliment de l'any previ i del fet que les apostes situaven Gianna Terzi amb la seva cançó «Óneiró mou» en bon lloc, aquesta va quedar en 14a posició amb 81 punts en la semifinal, de manera que no es va classificar.
En 2019, Grècia va tornar a passar a la final, aquesta vegada amb Katerine Duska i la cançó «Better Love», qui va quedar 21a amb 74 punts tot i haver quedat en 5a posició en la primera semifinal.
En 18 ocasions, Grècia ha quedat en el TOP-10 en una gran final.

### Relació amb Xipre i Turquia
Grècia és coneguda per, especialment en anys recents, donar els seus 12 punts a Xipre; causat, en part, pel fet que la part que es presenta per Xipre és la reconeguda per la Unió Europea, el sud tradicionalment grec.Malgrat el debat respecte a Xipre, i la tensió entre Grècia i Turquia (a més de tradicionals rivalitats entre tots dos) Grècia ha gaudit, durant les participacions del país otomà, d'una relació amistosa amb Turquia en Eurovisió des de la introducció del vot telefònic. Malgrat això, en 2004, quan el festival va tenir lloc a Turquia, es va generar controvèrsia quan els amfitrions, suposadament, van retardar l'anunci que Grècia i Xipre havien passat a la final.

## Participacions
Llegenda
| Any                                   | Seu         | Artista                             | Cançó                               | Final                | Punts                | Semifinal                   | Punts                       |
| ------------------------------------- | ----------- | ----------------------------------- | ----------------------------------- | -------------------- | -------------------- | --------------------------- | --------------------------- |
| 1974                                  | Brighton    | Marinella                           | «Krasi, Thalassa Kai T' Agori Mou»  | 11                   | 7                    | No va haver-hi semifinals   | No va haver-hi semifinals   |
| No hi va participar en 1975           |             |                                     |                                     |                      |                      |                             |                             |
| 1976                                  | La Haia     | Mariza Koch                         | «Panayia Mou, Panayia Mou»          | 13                   | 20                   | No va haver-hi semifinals   | No va haver-hi semifinals   |
| 1977                                  | Londres     | Paschalis, Marianna, Robert & Bessy | «Mathima Solfege»                   | 5                    | 92                   | No va haver-hi semifinals   | No va haver-hi semifinals   |
| 1978                                  | París       | Tania Tsanaklidou                   | «Charlie Chaplin»                   | 8                    | 66                   | No va haver-hi semifinals   | No va haver-hi semifinals   |
| 1979                                  | Jerusalem   | Elpida                              | «Sokratis»                          | 8                    | 69                   | No va haver-hi semifinals   | No va haver-hi semifinals   |
| 1980                                  | La Haia     | Anna Vissi & The Epikouri           | «Autostop»                          | 13                   | 30                   | No va haver-hi semifinals   | No va haver-hi semifinals   |
| 1981                                  | Dublín      | Yiannis Dimitras                    | «Feggari Kalokerino»                | 8                    | 55                   | No va haver-hi semifinals   | No va haver-hi semifinals   |
| 1982                                  | Harrogate   | Themis Adamantidis                  | «Sarantapente Kopelies»             | Retirat              | Retirat              | Retirat                     | Retirat                     |
| 1983                                  | Múnic       | Kristie Stassinopoulou              | «Mou Les»                           | 14                   | 32                   | No va haver-hi semifinals   | No va haver-hi semifinals   |
| No hi va participar en 1984           |             |                                     |                                     |                      |                      |                             |                             |
| 1985                                  | Göteborg    | Takis Biniaris                      | «Miazoume»                          | 16                   | 15                   | No va haver-hi semifinals   | No va haver-hi semifinals   |
| 1986                                  | Bergen      | Polina Misailidou                   | «Wagon-lit»                         | Retirat              | Retirat              | Retirat                     | Retirat                     |
| 1987                                  | Brussel·les | Bang                                | «Stop»                              | 10                   | 64                   | No va haver-hi semifinals   | No va haver-hi semifinals   |
| 1988                                  | Dublín      | Afroditi Frida                      | «Clown»                             | 17                   | 10                   | No va haver-hi semifinals   | No va haver-hi semifinals   |
| 1989                                  | Lausana     | Mariana Efstratiou                  | «To Diko Sou Asteri»                | 9                    | 56                   | No va haver-hi semifinals   | No va haver-hi semifinals   |
| 1990                                  | Zagreb      | Christos Callow i Wave              | «Horis Skopo»                       | 19                   | 11                   | No va haver-hi semifinals   | No va haver-hi semifinals   |
| 1991                                  | Roma        | Sophia Vossou                       | «I Anixi»                           | 13                   | 36                   | No va haver-hi semifinals   | No va haver-hi semifinals   |
| 1992                                  | Malmö       | Kleopatra                           | «Olou Tou Kosmou I Elpida»          | 5                    | 94                   | No va haver-hi semifinals   | No va haver-hi semifinals   |
| 1993                                  | Millstreet  | Kaíti Garbí                         | «Ellada, Chora Tou Fotos»           | 9                    | 64                   | Kvalifikacija za Millstreet | Kvalifikacija za Millstreet |
| 1994                                  | Dublín      | Kostas Bigalis                      | «To Trehandiri»                     | 14                   | 44                   | No va haver-hi semifinals   | No va haver-hi semifinals   |
| 1995                                  | Dublín      | Elina Konstantopoulou               | «Pia Prosefhi»                      | 12                   | 68                   | No va haver-hi semifinals   | No va haver-hi semifinals   |
| 1996                                  | Oslo        | Mariana Efstratiou                  | «Emeis Forame to Himona Anixiatika» | 14                   | 36                   | 12                          | 45                          |
| 1997                                  | Dublín      | Marianna Zorba                      | «Horepse»                           | 12                   | 39                   | No va haver-hi semifinals   | No va haver-hi semifinals   |
| 1998                                  | Birmingham  | Thalassa                            | «Mia Krifi Evesthisia»              | 20                   | 12                   | No va haver-hi semifinals   | No va haver-hi semifinals   |
| No hi va participar entre 1999 i 2000 |             |                                     |                                     |                      |                      |                             |                             |
| 2001                                  | Copenhaguen | Antique                             | «Die for You»                       | 3                    | 147                  | No va haver-hi semifinals   | No va haver-hi semifinals   |
| 2002                                  | Tallinn     | Michalis Rakintzis                  | «S.A.G.A.P.O.»                      | 17                   | 27                   | No va haver-hi semifinals   | No va haver-hi semifinals   |
| 2003                                  | Riga        | Mando                               | «Never Let You Go»                  | 17                   | 25                   | No va haver-hi semifinals   | No va haver-hi semifinals   |
| 2004                                  | Istanbul    | Sakis Ruvàs                         | «Shake It»                          | 3                    | 252                  | 3                           | 238                         |
| 2005                                  | Kíev        | Helena Paparizou                    | «My number one»                     | 1                    | 230                  | Top 12 de l'any anterior    | Top 12 de l'any anterior    |
| 2006                                  | Atenes      | Anna Vissi                          | «Everything»                        | 9                    | 128                  | País amfitrió               | País amfitrió               |
| 2007                                  | Hèlsinki    | Sarbel                              | «Yassou Maria»                      | 7                    | 139                  | Top 10 de l'any anterior    | Top 10 de l'any anterior    |
| 2008                                  | Belgrad     | Kalomira                            | «Secret combination»                | 3                    | 218                  | 1                           | 156                         |
| 2009                                  | Moscou      | Sakis Ruvàs                         | «This is our night»                 | 7                    | 120                  | 4                           | 110                         |
| 2010                                  | Oslo        | Giorgos Alkaios & Friends           | «OPA!»                              | 8                    | 140                  | 2                           | 133                         |
| 2011                                  | Düsseldorf  | Loukas Giorkas ft. Stereo Mike      | «Watch my dance»                    | 7                    | 120                  | 1                           | 133                         |
| 2012                                  | Bakú        | Eleftheria Eleftheriou              | «Aphrodisiac»                       | 17                   | 64                   | 4                           | 116                         |
| 2013                                  | Malmö       | Koza Mostra ft. Agathonas Iakovidis | «Alcohol is free»                   | 6                    | 152                  | 2                           | 121                         |
| 2014                                  | Copenhaguen | Freaky Fortune i Riskykidd          | «Rise up»                           | 20                   | 35                   | 7                           | 74                          |
| 2015                                  | Viena       | Maria Elena Kyriakou                | «One last breath»                   | 19                   | 23                   | 6                           | 81                          |
| 2016                                  | Estocolm    | Argo                                | «Utopian Land»                      | No es va classificar | No es va classificar | 16                          | 44                          |
| 2017                                  | Kíev        | Demy                                | «This is love»                      | 19                   | 77                   | 10                          | 115                         |
| 2018                                  | Lisboa      | Gianna Terzi                        | «Óneiró mou»                        | No es va classificar | No es va classificar | 14                          | 81                          |
| 2019                                  | Tel-Aviv    | Katerine Duska                      | «Better love»                       | 21                   | 74                   | 5                           | 185                         |
| 2020                                  | Rotterdam   | Stefania Liberakakis                | «SUPERG!RL»                         | Festival cancel·lat  | Festival cancel·lat  | Festival cancel·lat         | Festival cancel·lat         |
| 2021                                  | Rotterdam   | Stefania Liberakakis                | «Last Dance»                        | 10                   | 170                  | 6                           | 184                         |
| 2022                                  | Torí        | Amanda Georgiadi Tenfjord           | «Die Together»                      | 8                    | 215                  | 3                           | 211                         |
| 2023                                  | Liverpool   | Victor Vernicos                     | «What They Say»                     | No es va classificar | No es va classificar | 13                          | 14                          |
| 2024                                  | Malmö       | Marina Satti                        | «Zari»                              | 11                   | 126                  | 5                           | 86                          |
| 2025                                  | Basilea     | Klavdia                             | «Asteromáta»                        | 6                    | 231                  | 4                           | 112                         |
| 2026                                  | Àustria     |                                     |                                     |                      |                      |                             |                             |

## Festivals organitzats a Grècia
| Edició                                | Ciutat seu | Localització        | Presentandors                |
| ------------------------------------- | ---------- | ------------------- | ---------------------------- |
| Festival de la Cançó d'Eurovisió 2006 | Atenes     | Olympic Indoor Hall | Maria Menounos i Sakis Ruvàs |

## Galeria d'imatges

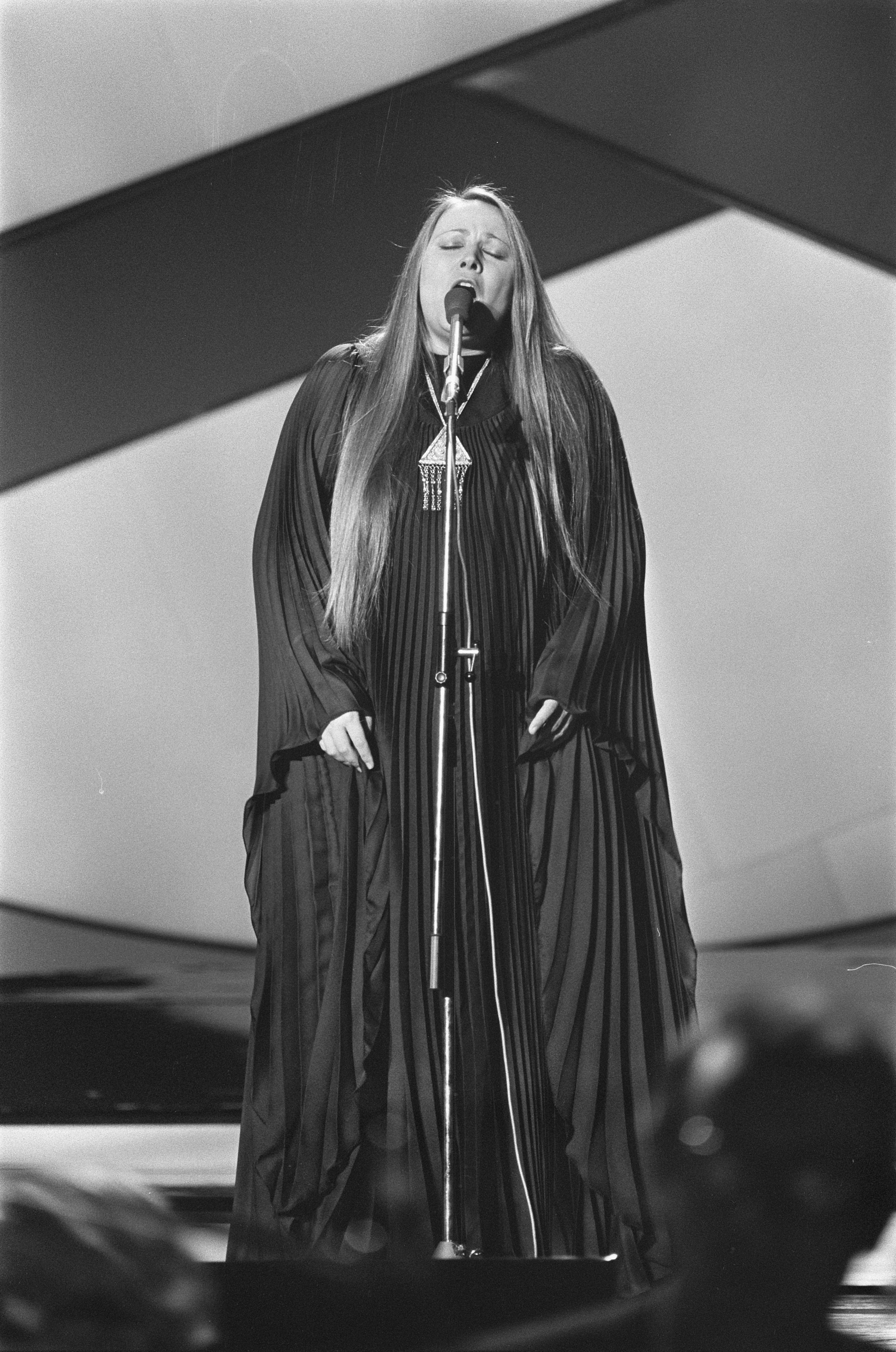
Mariza Koch a La Haia (1976)
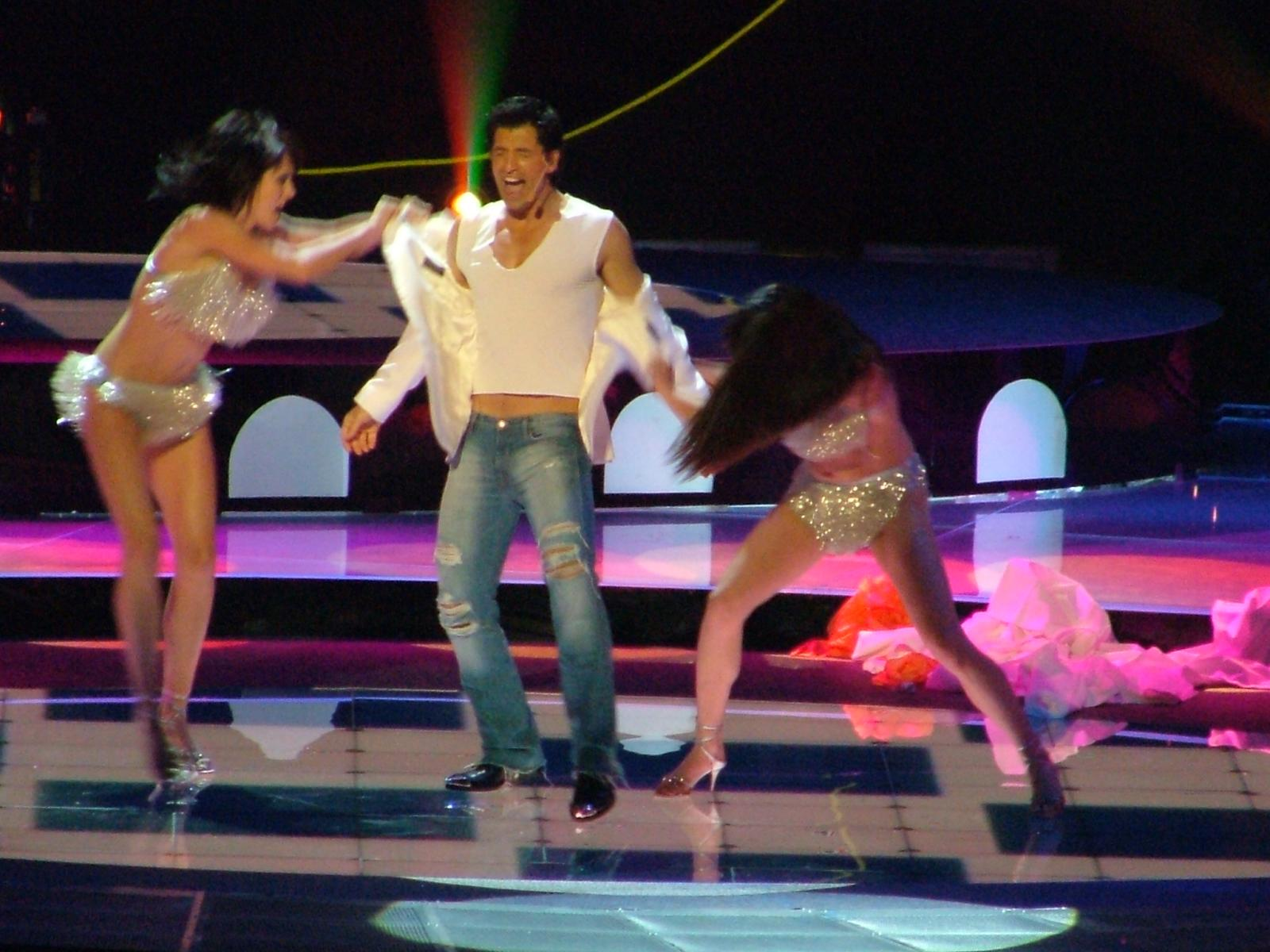
Sakis Rouvàs a Istanbul (2004)
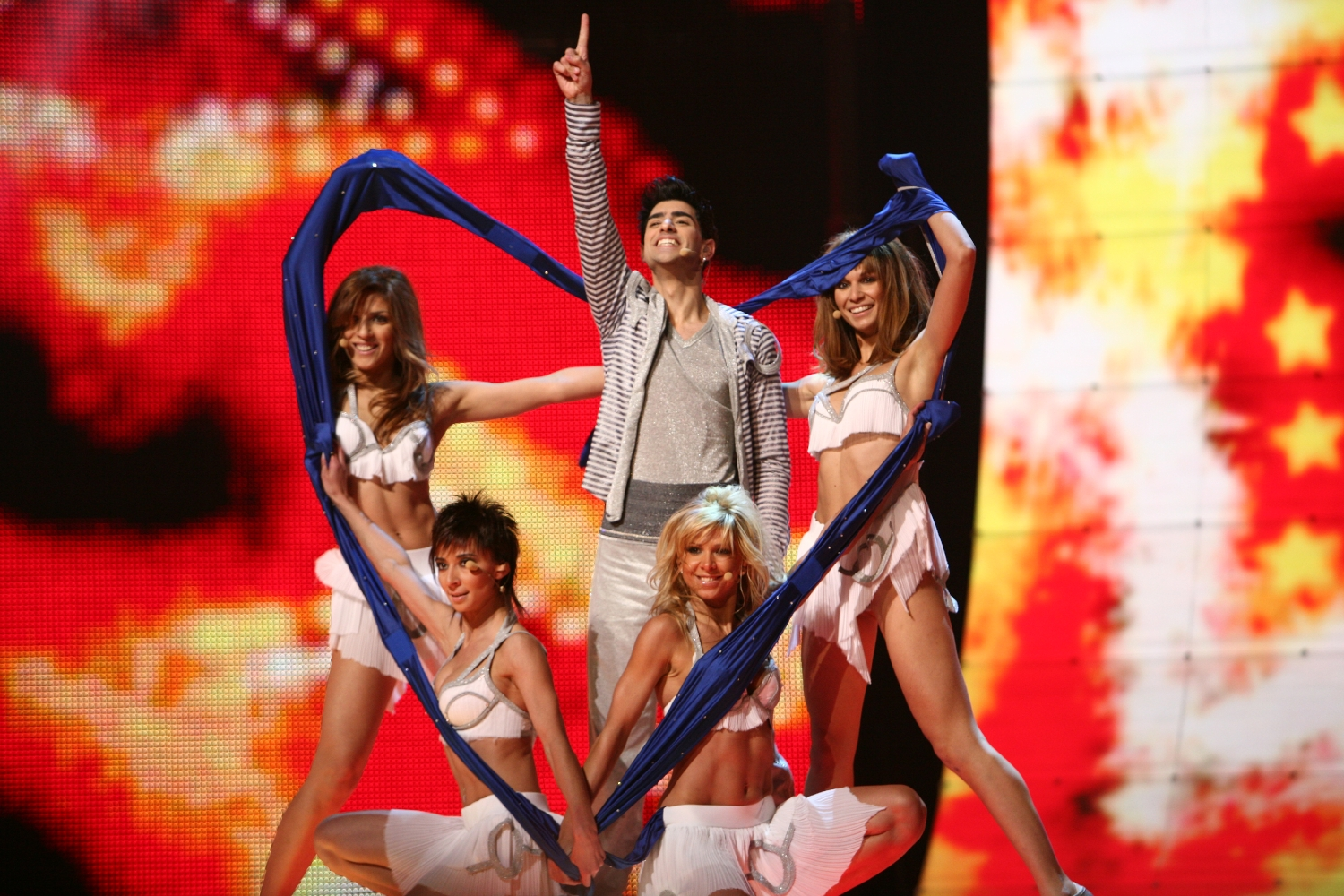
Sarbel a Hèlsinki (2007)
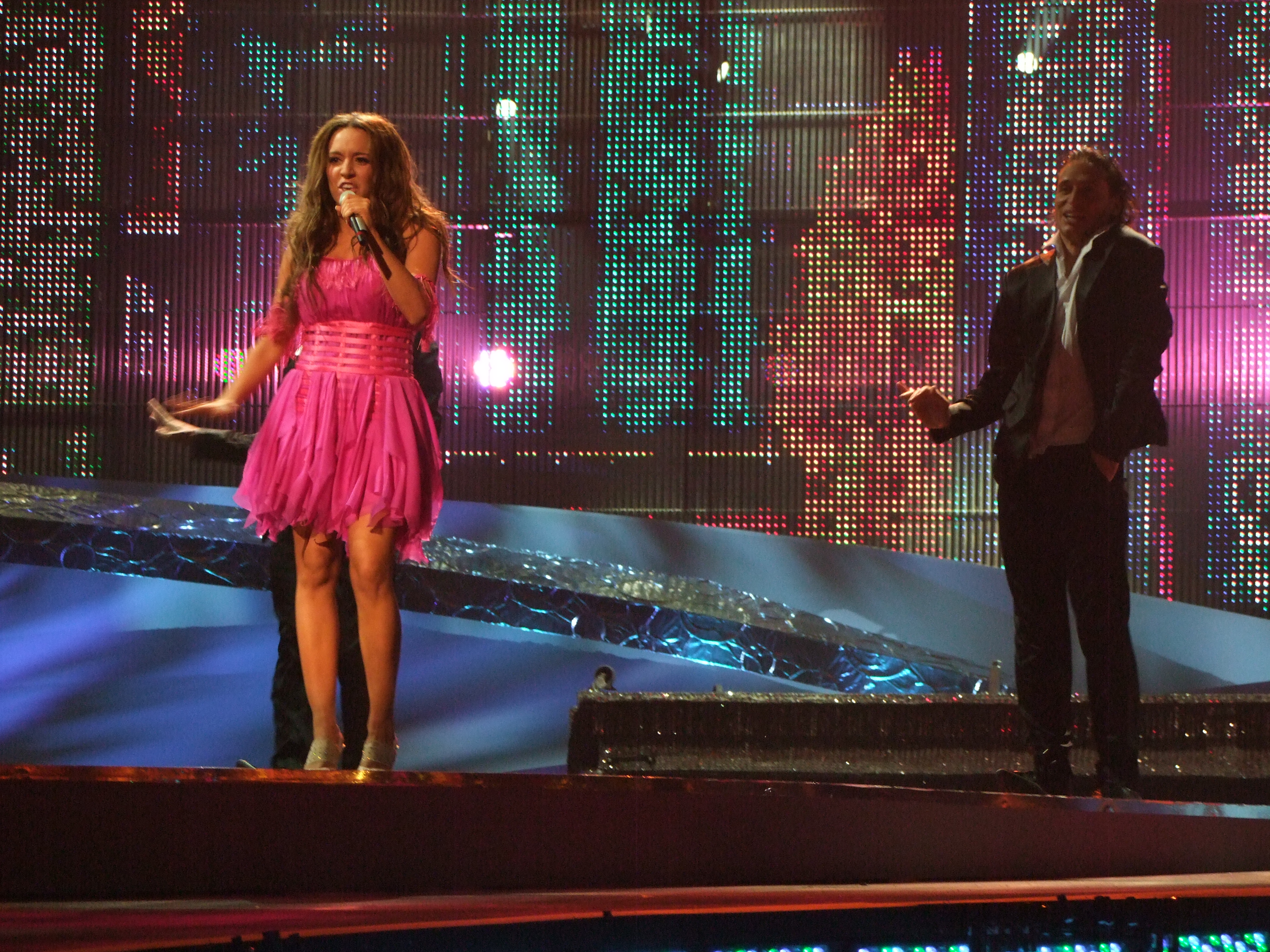
Kalomira a Belgrad (2008)
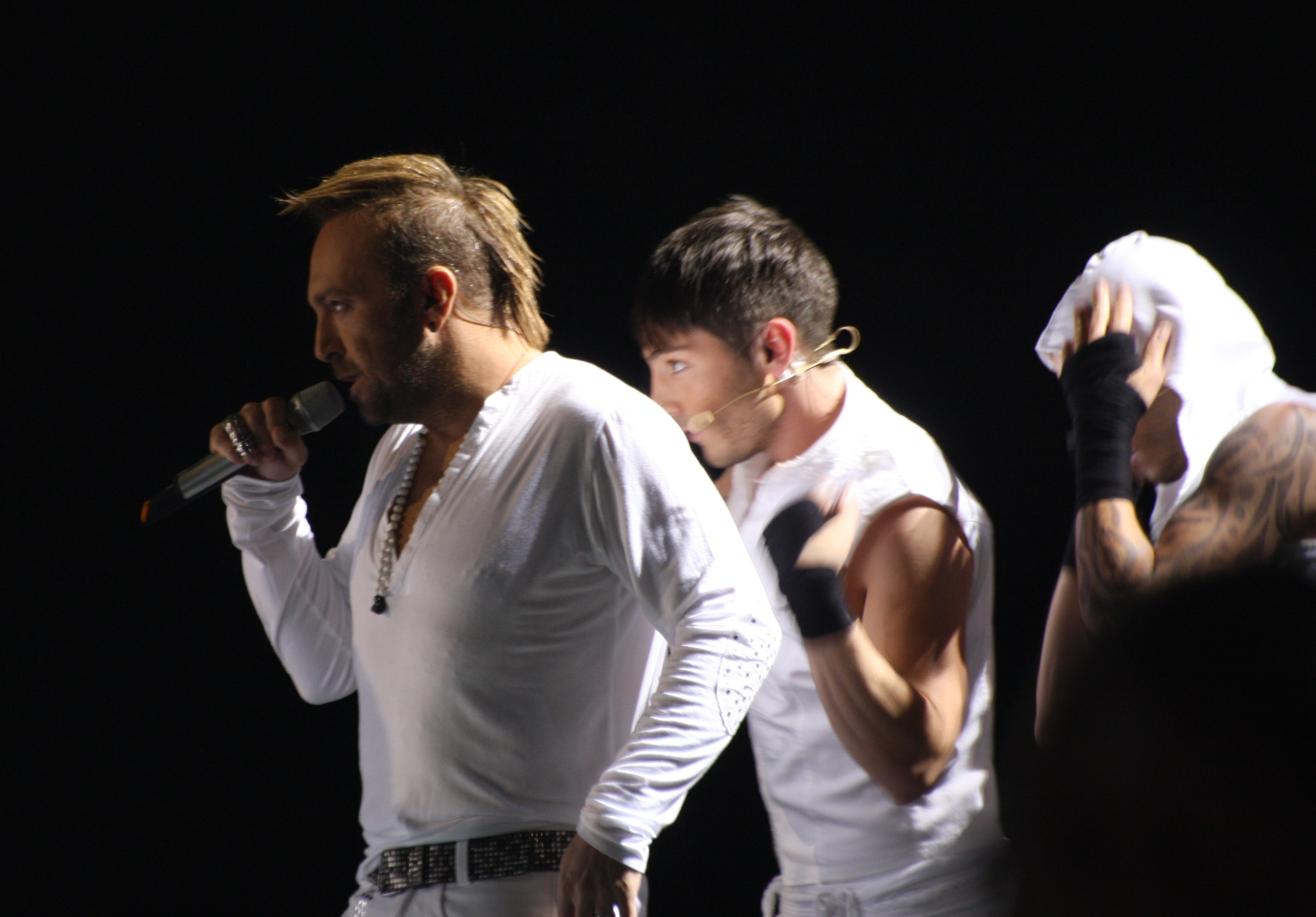
Giorgos Alkaios & Friends a Oslo (2010)
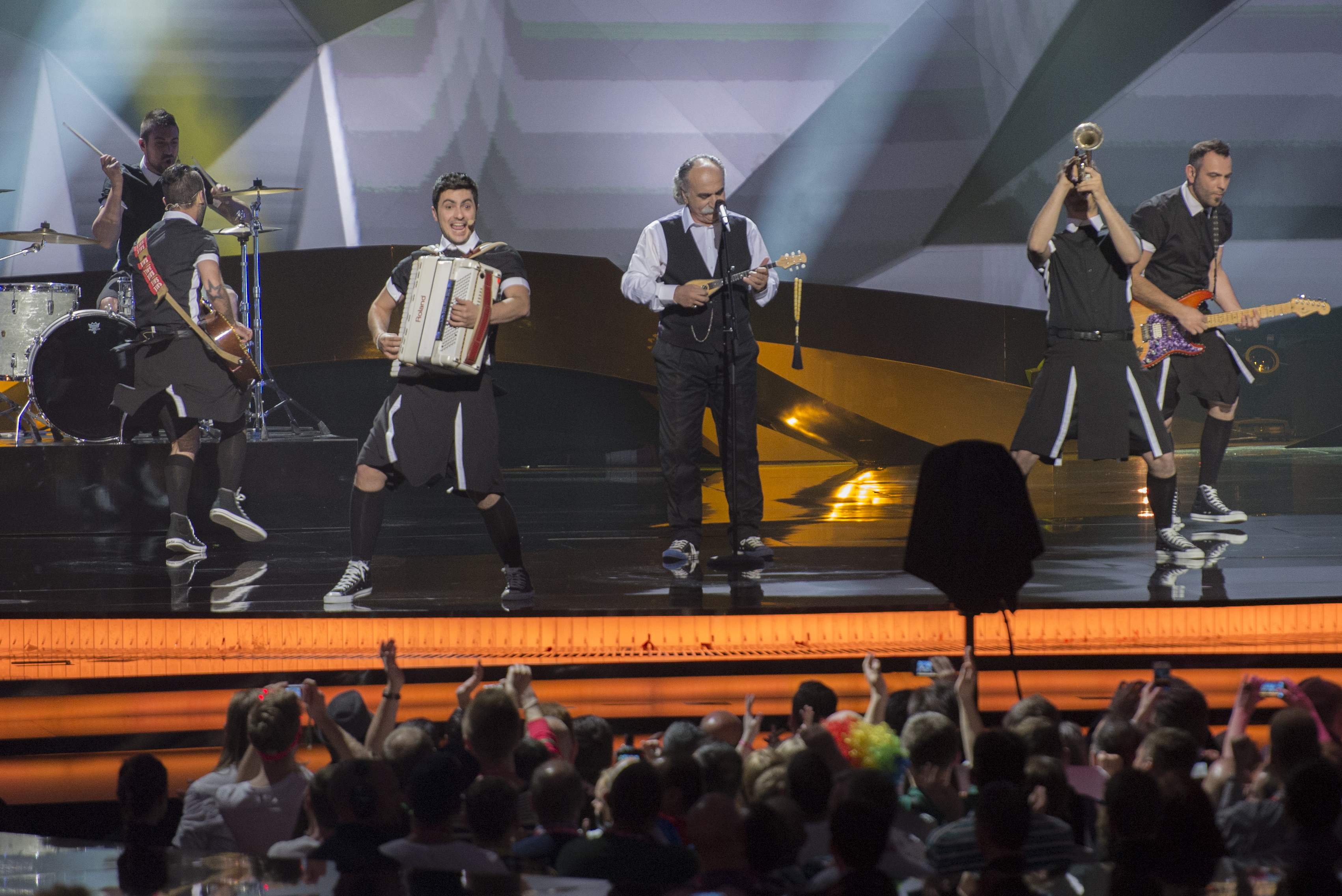
Koza Mostra ft. Agathonas Iakovidis a Malmö (2013)
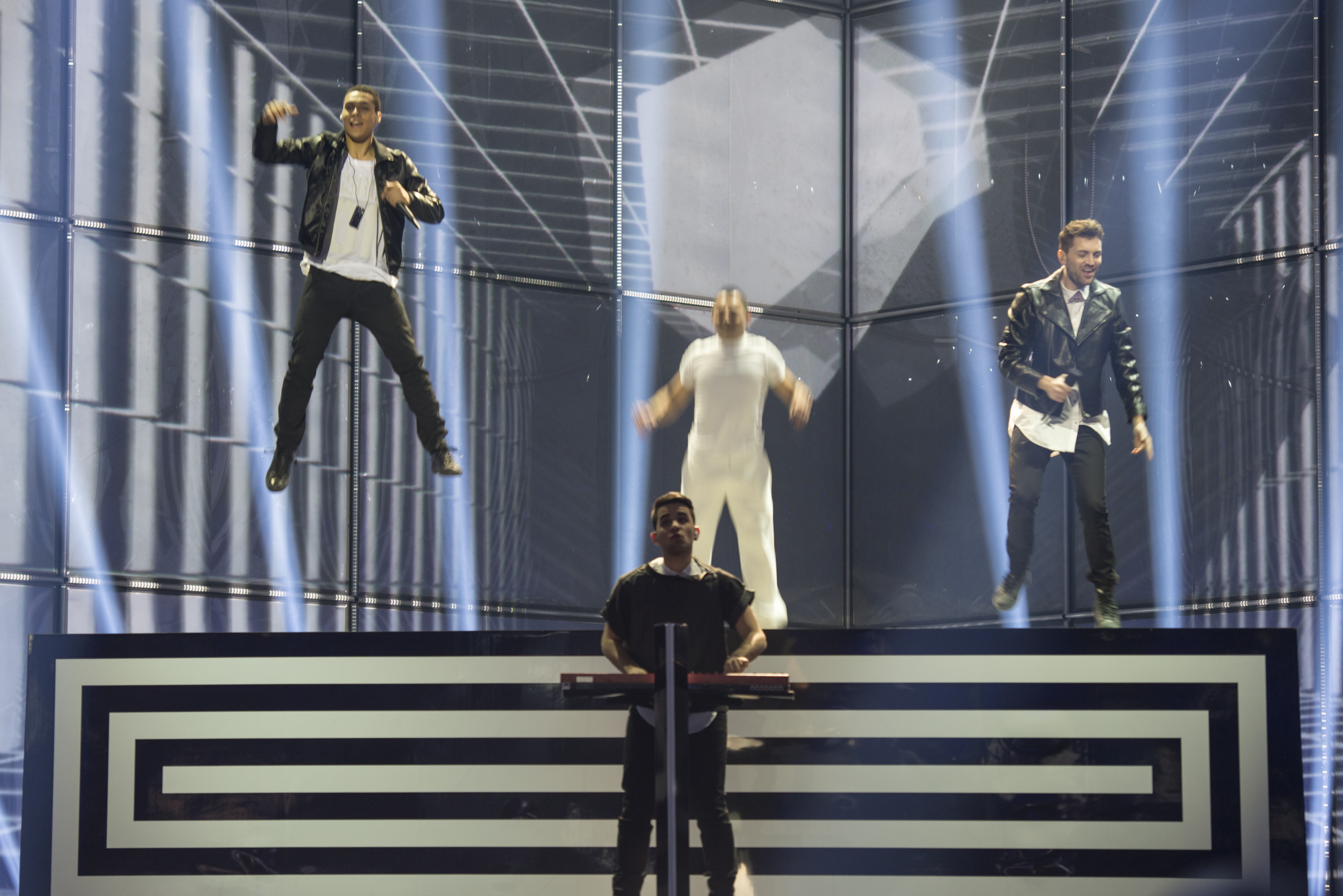
Freaky Fortune i Riskykidd a Copenhaguen (2014)
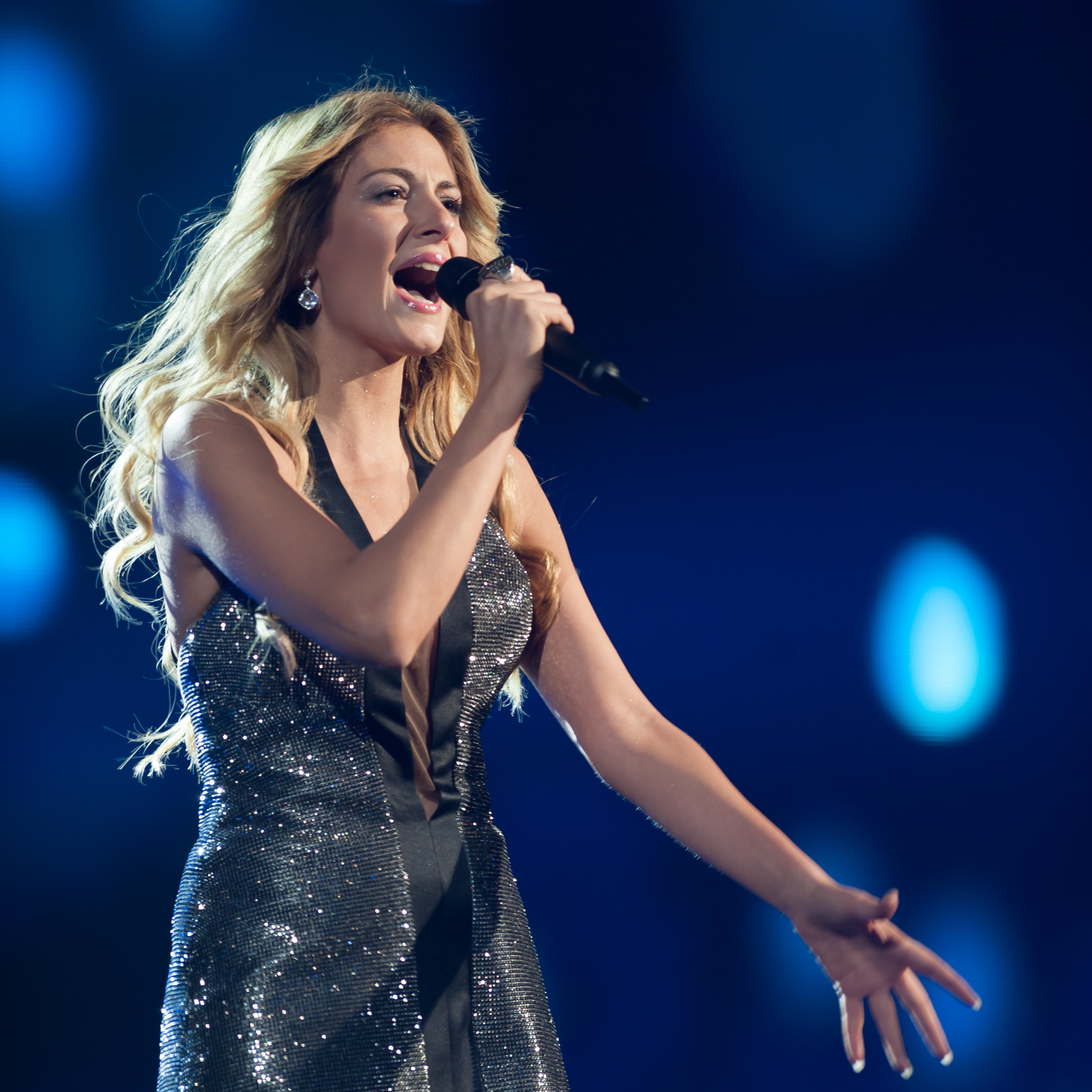
Maria Elena Kyriakou a Viena (2015)
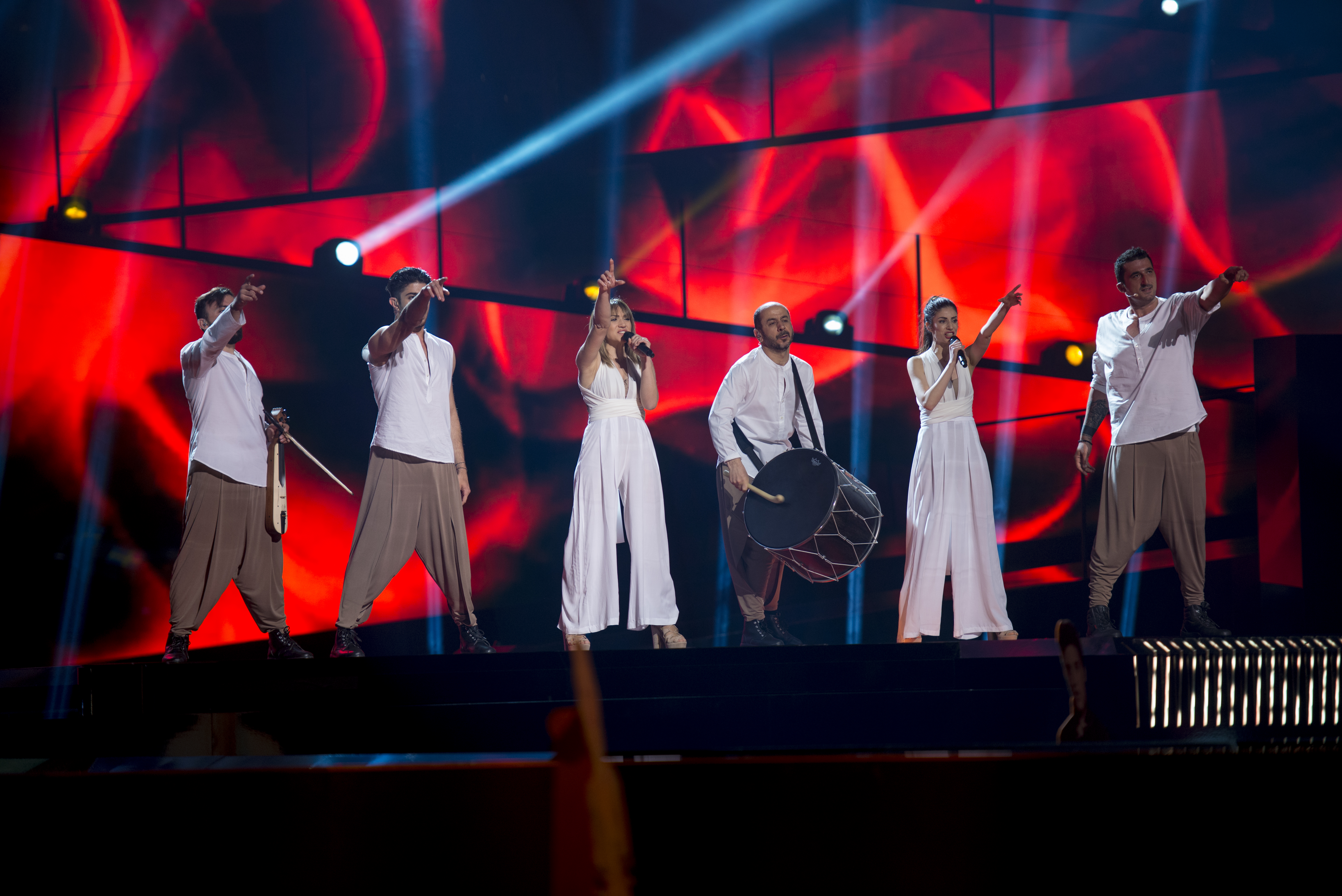
Argo a Estocolm (2016)
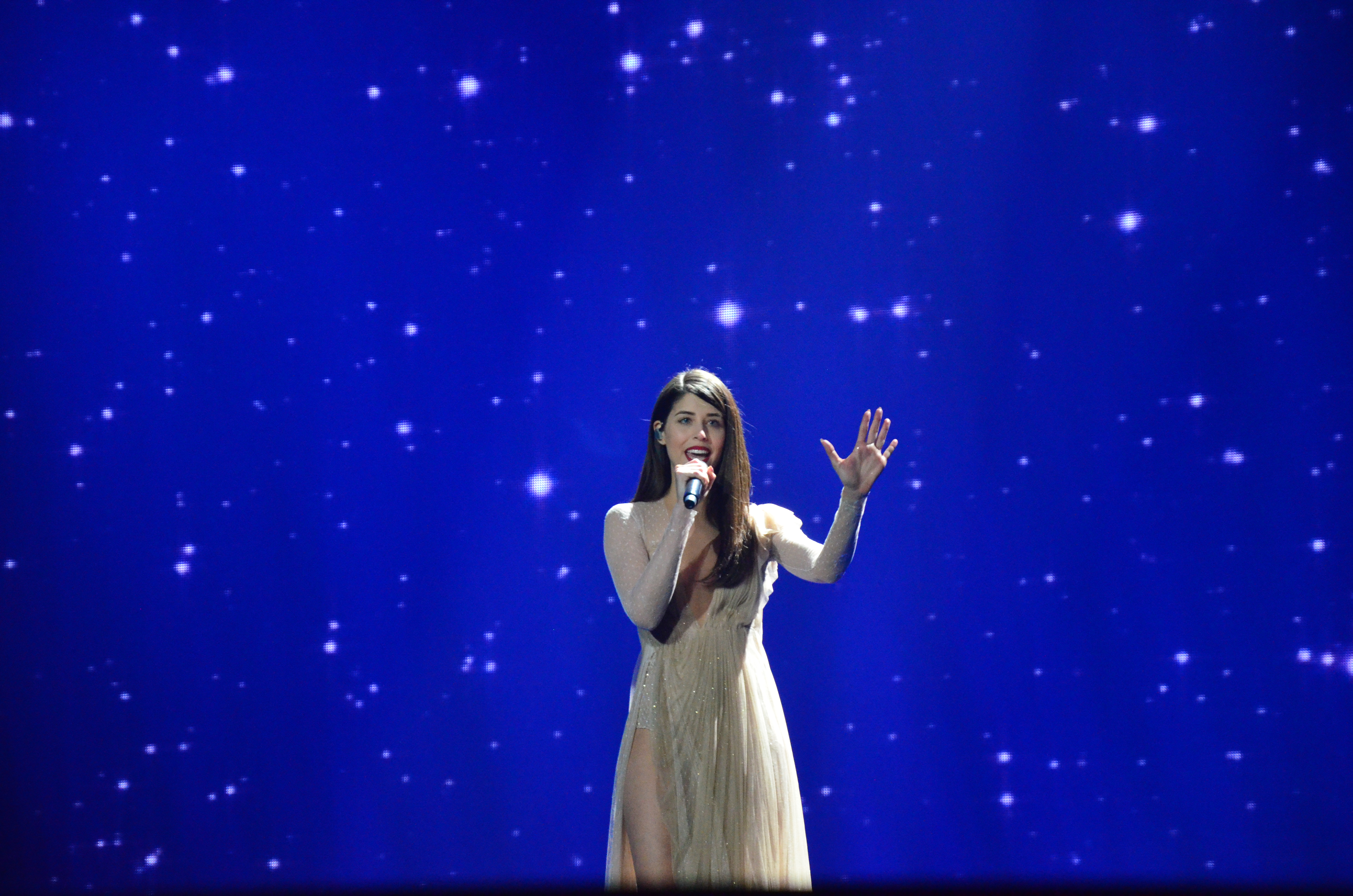
Demy a Kíev (2017)
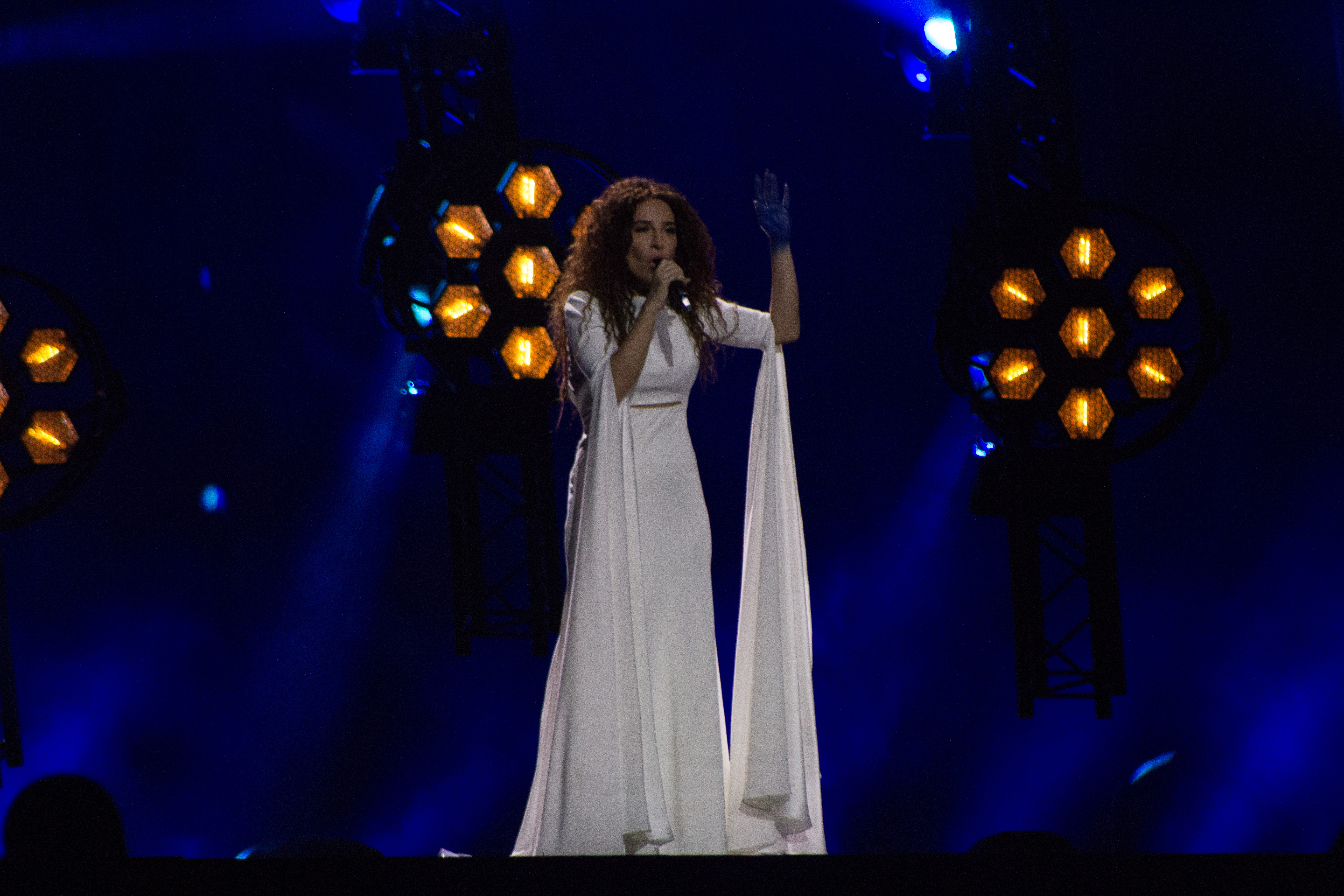
Gianna Terzi a Lisboa (2018)
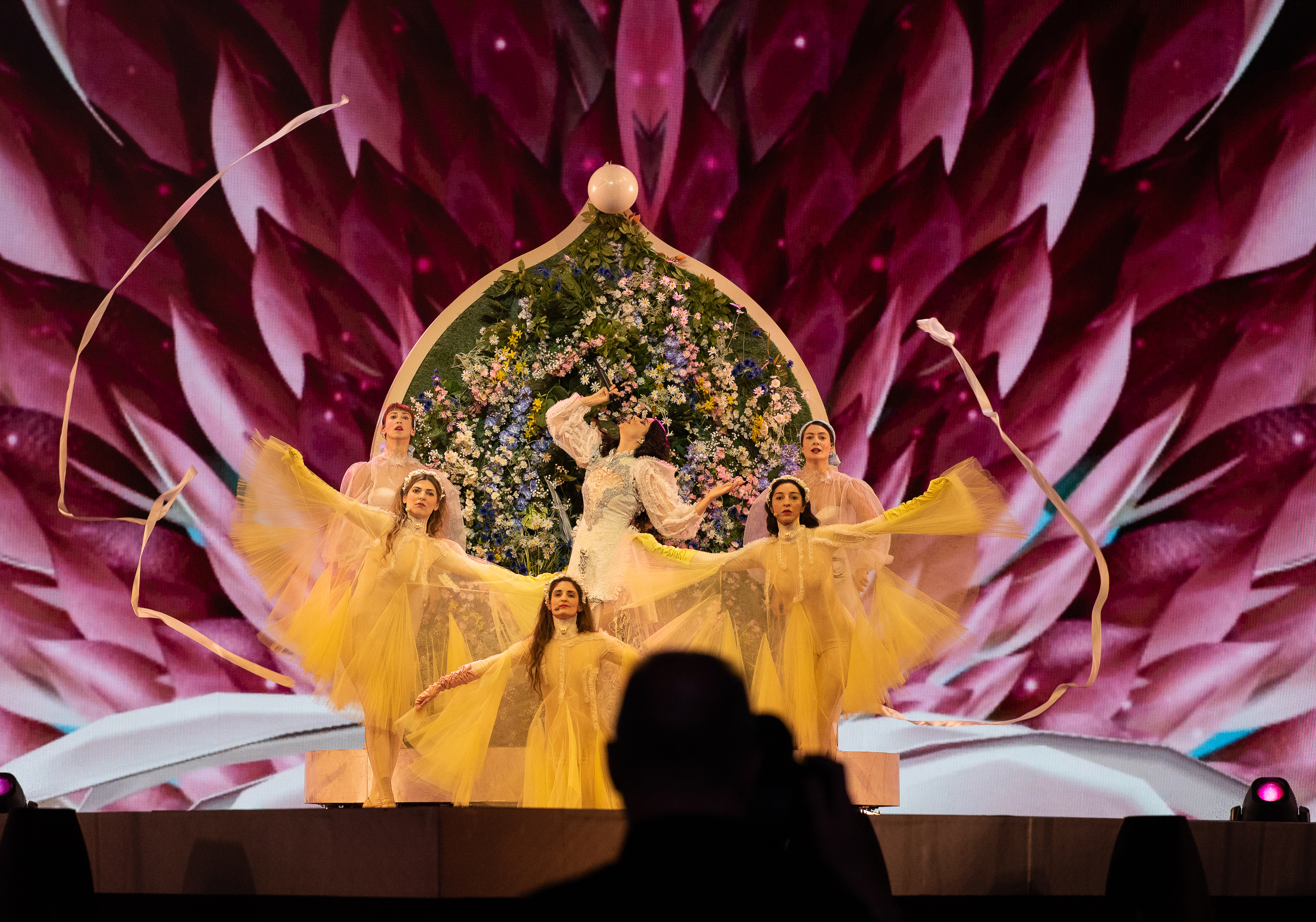
Katerine Duska a Tel-Aviv (2019)